# Hieracium difficile
Hieracium difficile es una especie de planta con flor del género Hieracium, de la familia Asteraceae, orden Asterales.

## Distribución
Hieracium difficile se distribuye por Gran Bretaña.

## Taxonomía
Fue descrita científicamente por Sell & C. West. Fue publicada en Watsonia.